# محمد أحمد سوبرة
محمد أحمد بن عبد الله سوبرة (1896 - 1965) هو من عُلماء بيروت ومؤسس جامع ومقبرة الشهداء، وكان قد وُلد في منطقة البسطة الفوقا عام 1896 ميلاديًا المُقابل 1313 هجريًا، ووالده هو أحمد سوبرة وكان يعمل في التجارة. درس العلوم الشرعية في الجامع الأزهر، وكان خلال فترة دراسته قد تعرف على شيخ الطريقة النقشبندية محمد أمين الكردي البغدادي، حيث أخذ الطريقة عنه، وحين عاد إلى بيروت أخذ ينشر ما تعلمه، وكان مدافعًا عن المسلمين ومساعدة الفقراء والعاجزين، بالإضافة لمواقفه في تأمين مقبرة الشهداء. تُوفي عام 1965 بعد انتهائه من صلاة الظهر في جامع البسطة التحتا ثم صُلي عليه في جامع الشهداء ودُفن في مقبرة الشهداء.